# 양관 (지명)

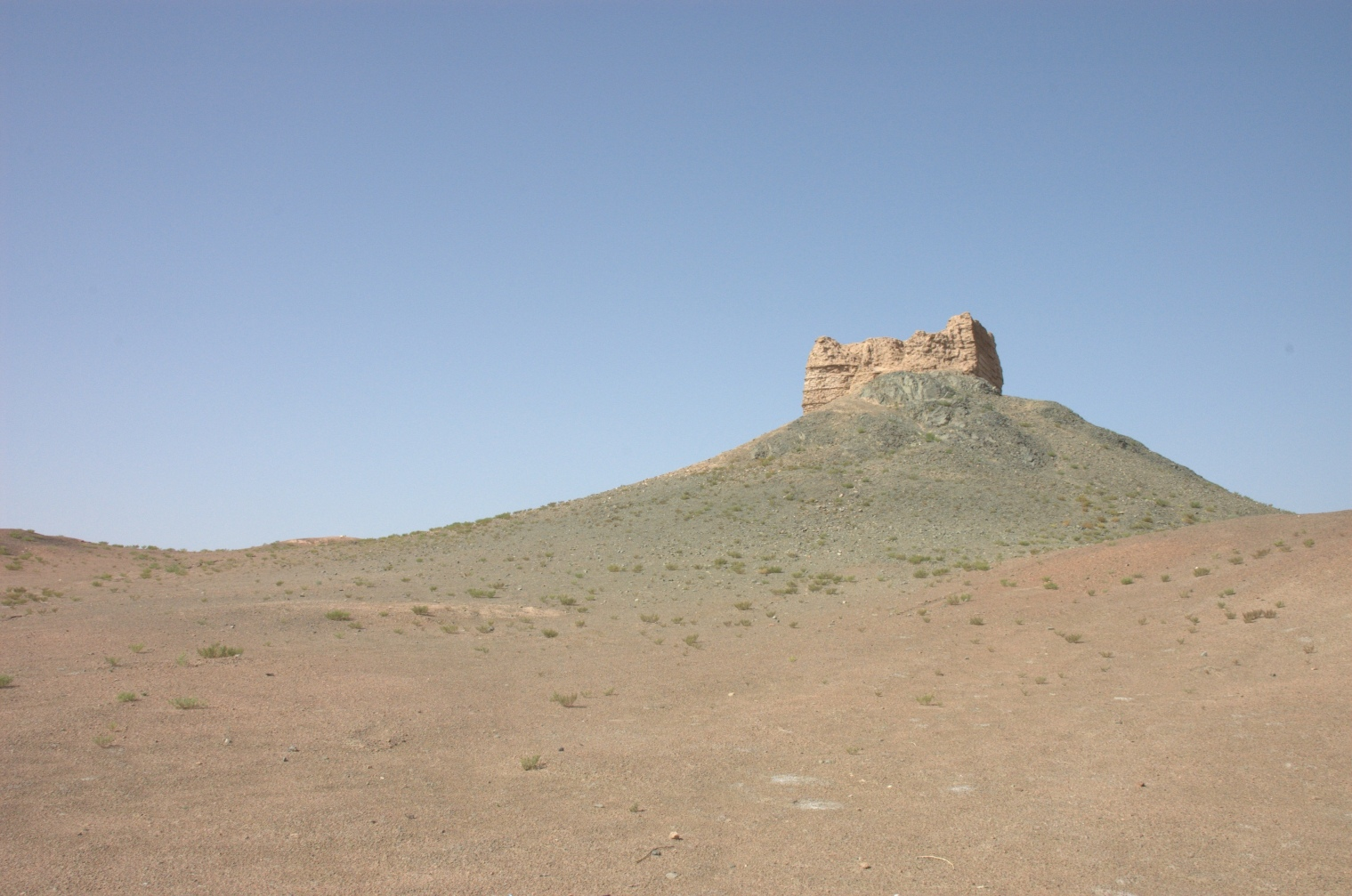

양관(중국어 간체자: 阳关, 정체자: 陽關)은 중국의 지명으로, 둔황에서 남쪽으로 75km 떨어진 관문이다. 둔황 북쪽의 옥문관과 함께 둔황 이관(二關)으로 불렸다. 한무제 때에 세워진 방어 요새로 옥문관과 함께 서역으로 통하는 문호로서, 옥문관을 지나면 북도(北道)로, 양관을 지나면 남도(南道)로 통하였다.